# Färjesjön
Färjesjön är en sjö i Västerviks kommun i Småland och ingår i Botorpsströmmens huvudavrinningsområde. Sjön har en area på 0,129 kvadratkilometer och ligger 45,4 meter över havet.

## Delavrinningsområde
Färjesjön ingår i det delavrinningsområde (639415-153876) som SMHI kallar för Utloppet av Maren. Medelhöjden är 39 meter över havet och ytan är 14,51 kvadratkilometer. Räknas de 50 avrinningsområdena uppströms in blir den ackumulerade arean 974,5 kvadratkilometer. Avrinningsområdets utflöde Botorpsströmmen (Tynnsån) mynnar i havet. Avrinningsområdet består mestadels av skog (65 procent) och jordbruk (14 procent). Avrinningsområdet har 2,12 kvadratkilometer vattenytor vilket ger det en sjöprocent på 14,6 procent.